# Ontgiften (natuurgeneeskunde)
Ontgiften, drainage, of ontslakken is een in de natuurgeneeskunde gebezigde term voor het intern reinigen van het menselijk lichaam van afvalstoffen of gifstoffen.
Hoewel het lichaam beschikt over een zelfgenezend vermogen en het vermogen om zich te ontdoen van gif- en afvalstoffen door de lever en de nieren, veronderstelt men in de natuurgeneeskunde dat dit ondersteund kan worden door ontgiftingstherapieën.
Er bestaat een hele industrie van "detox"-producten die geen enkel bewezen effect hebben en die meestal niet aangeven welke gifstoffen ze zogezegd uit het lichaam zouden verwijderen.

## Ontgiftingstherapieën
Dergelijke behandelingen kunnen onder meer bestaan uit:
- Homeopathie, zoals het behandelen van kwikvergiftiging met homeopathisch lood, in de veronderstelling dat een homeopathische verdunning van het ene zware metaal het andere onschadelijk maakt.[1]
- Het volgen van een dieet.
- Vasten.[1]
- Hydrotherapie, een verzamelterm voor verschillende behandelingen, waaronder warmwaterbaden (balneotherapie), klysma's (colonhydrotherapie), en het drinken van grote hoeveelheden water.[2]
- Kruidenthee-kuur, het drinken van grote hoeveelheden kruidenthee.[1]
- Fytotherapie.[1]
- Gemmotherapie.[1]
- Sapkuren, met in het bijzonder het drinken van grote hoeveelheden citroensap.[3]
- Het verwijderen van tandvullingen van amalgaam, om het vrijkomen van kwikdamp tegen te gaan.[1][4]
- Chelatietherapie.
- Oorkaarsentherapie. De brandende kaars in het oor zou oorsmeer uit de gehoorgang trekken.[5]
- Kleibaden, in de veronderstelling dat de klei het gif via de huid uit het lichaam trekt.[1]
- Het plaatsen van ontgiftingspleisters, die gif door de huid zouden trekken.
- Voetenbaden gebaseerd op elektrolyse, zoals Aquadetox of Omega Detox. De bruinkleuring van het water werd in eerste instantie uitgelegd als bewijs voor het vrijkomen van gif, later is deze bewering weer ingetrokken toen bleek dat de roestende elektrodes daarvoor verantwoordelijk waren.[6]
- Drainage, zie hieronder

## Drainage
Drainage is een term die in de reguliere medische wereld wordt gebruikt voor het aftappen van lichaamsvocht. In de alternatieve geneeswereld houdt dit in het losmaken en afvoeren van afvalstoffen van verschillende organen, veelal gericht op spijsverteringsorganen, vaak in een specifieke volgorde. Voorbeelden zijn:
- Lymfedrainage, door middel van massages.[7]
- Het innemen van laxeermiddelen.[1]
- Lavementen.[1] Als spoelmateriaal wordt water, maar ook kruidenthee of een water-tarwegrasmengsel gebruikt.[8]
- Saunabezoek,[1] waaronder het gebruik van infraroodsauna's,[9] en andere zweettherapieën.

## Verergering
Voor een aantal van deze therapieën geldt dat de patiënt zich in de loop van de behandeling slechter in plaats van beter gaat voelen. Dit wordt door de therapeut uitgelegd als bewijs dat de behandeling aanslaat. De gifstoffen die een sluimerend bestaan zouden leiden in het lichaam, zouden door de behandeling vrijkomen en actief worden. Na deze verergeringsperiode, die "genezingscrisis" (healing crisis) wordt genoemd, wordt herstel beloofd. In 2008 leidde deze zienswijze tot hersenbeschadiging bij een Britse vrouw, als gevolg van watervergiftiging (hyponatriëmie). In de reguliere geneeskunde wordt de verslechtering van de toestand van een patiënt tijdens een behandeling gezien als aanleiding om een andere therapie of medicatie te overwegen.

## Visie van de reguliere geneeskunde
Er bestaat geen wetenschappelijk bewijs voor de effectiviteit van het zogenaamde ontgiften of drainage. Darmspoelingen zijn zelfs niet zonder gevaar voor perforatie van de darmwand. De darmen reinigen zichzelf en ze leegspoelen drijft ook de goede bacteriën uit. De klassieke geneeskunde past lavementen alleen toe bij ingrepen of onderzoeken, omdat men de darmwand dan beter kan zien. Ook oorkaarsentherapie wordt ontraden; de reinigende werking ervan is niet aangetoond en er zijn meer dan 20 gevallen van gehoorbeschadiging gerapporteerd die het gevolg waren van deze therapie. Wie gezond is, evenwichtig en gevarieerd eet en voldoende drinkt, kan op de natuurlijke en efficiënte afvalverwerking door het lichaam zelf rekenen. Extra hulpmiddelen in deze tijd, waarin in het westen goede voeding voor iedereen te verkrijgen is, zijn niet nodig. Wanneer de natuurlijke afvalverwerking door het lichaam faalt, is er sprake van leverfalen of nierfalen en is met spoed goede medische behandeling nodig.
De enige medisch bekende ophoping van gifstoffen is die van bijvoorbeeld pcb's en pesticiden, dus van lichaamsvreemde gifstoffen, in het vetweefsel. Bij de afbraak van het vetweefsel, bijvoorbeeld tijdens vasten of zogen, kunnen deze in gevaarlijk hoge concentraties vrijkomen. Er is geen manier bekend om deze gifstoffen veilig kwijt te raken.
Vanwege de onbewezen effecten zijn veel medici uiterst sceptisch over ontgifing (detox) en sommigen kwalificeren het als oplichting.